# Land (álbum de Týr)
Land (en español: Tierra) es el cuarto álbum de larga duración del grupo feroés de viking metal y folk metal Týr. Se trata de un álbum multilingüe con letras en feroés, inglés y noruego, así como danés en la canción Sinklars Vísa e islandés en Brennivín. Fue publicado el 30 de mayo de 2008 a través de la discográfica Napalm Records.
El álbum trata temas basados en el folclore nórdico. La última canción es una nueva versión de Hail to the Hammer, que ya estaba incluida en una demo en 2000, y de nuevo en How Far To Asgaard en 2002.

## Lista de canciones
| N.º | Título               | Letras                                     | Música                                                                             | Duración |  |
| 1.  | «Gandkvæði Tróndar»  | J.H.O. Djurhuus (1881–1948)                | Tradicional de las Islas Feroe, Heri Joensen                                       | 4:10     |  |
| 2.  | «Sinklars Vísa»      | Edvard Storm                               | Tradicional de Dinamarca, Heri Joensen                                             | 4:55     |  |
| 3.  | «Ocean»              | Heri Joensen                               | Tradicional de las Islas Feroe, Heri Joensen                                       | 10:07    |  |
| 4.  | «Gátu Ríma»          | Tradicional de las Islas Feroe             | Tradicional de las Islas Feroe, Heri Joensen                                       | 5:38     |  |
| 5.  | «Brennivín»          | Heri Joensen, Björn S. Blöndal (1893–1980) | Tradicional de Islandia, Heri Joensen                                              | 4:58     |  |
| 6.  | «Fípan Fagra»        | Tradicional de las Islas Feroe             | Tradicional de las Islas Feroe, Heri Joensen                                       | 5:49     |  |
| 7.  | «Valkyrjan»          | Heri Joensen                               | Heri Joensen, tradicional de las Islas Feroe, Edvard Grieg, tradicional de Noruega | 5:05     |  |
| 8.  | «Loka Táttur»        | Tradicional de las Islas Feroe             | Tradicional de las Islas Feroe y de Suecia, Heri Joensen                           | 6:02     |  |
| 9.  | «Land»               | Heri Joensen, J.H.O. Djurhuus, Hávamál     | Tradicional de las Islas Feroe, Heri Joensen                                       | 16:19    |  |
| 10. | «Hail to the Hammer» | Heri Joensen                               | Tradicional de las Islas Feroe, Heri Joensen                                       | 5:19     |  |